# The Loudest Voice - Sesso e potere
The Loudest Voice - Sesso e potere (The Loudest Voice) è una miniserie televisiva americana in sette episodi del 2019, tratta dall'omonimo romanzo di Gabriel Sherman. È stata trasmessa da Showtime dal 30 giugno all'11 agosto 2019. In Italia è andata in onda dal 4 al 25 dicembre 2019 su Sky Atlantic.

## Trama
La miniserie parla della vita di Roger Ailes, che ha plasmato Fox News in una delle emittenti all-news più potenti e influenti della storia. La serie si concentra particolarmente sull'ultimo decennio della sua vita in cui Ailes è diventato una delle figure più importanti del moderno conservatorismo americano, mentre ripropone eventi della vita di Ailes, inclusi gli Attentati dell'11 settembre 2001, le elezioni del 2008 e del 2016 e le accuse di molestie che hanno posto fine alla sua carriera.

## Puntate
| nº | Titolo | Prima TV USA   | Prima TV Italia  |
| -- | ------ | -------------- | ---------------- |
| 1  | 1995   | 30 giugno 2019 | 4 dicembre 2019  |
| 2  | 2001   | 7 luglio 2019  | 4 dicembre 2019  |
| 3  | 2008   | 14 luglio 2019 | 11 dicembre 2019 |
| 4  | 2009   | 21 luglio 2019 | 11 dicembre 2019 |
| 5  | 2012   | 28 luglio 2019 | 18 dicembre 2019 |
| 6  | 2015   | 4 agosto 2019  | 18 dicembre 2019 |
| 7  | 2016   | 11 agosto 2019 | 25 dicembre 2019 |

## 1995 (Episodio 1)
Trama: Alla fine del 1995, Roger Ailes è costretto a dimettersi dalla sua posizione alla CNBC, Manipolando una scappatoia nella sua clausola di non concorrenza, Roger si allea immediatamente con Rupert Murdoch per creare una nuova rete di notizie di 24 ore chiamata Fox News. Percependo l'opportunità di creare qualcosa a sua immagine, Roger sostiene con successo che Fox dovrebbe rivolgersi esclusivamente ai "veri americani" patriottici e conservatori, Lo sviluppo di Fox News si rivela essere molto più difficile del previsto portando diverse frizioni tra Roger e Ian (supervisore scelto da Rupert), un problema non aiutato da un programma accelerato da dodici mesi a soli sei. Tuttavia, Roger copre molto terreno e stabilisce ciò che vede come i tratti distintivi fondamentali di Fox: un'enfasi sui giornalisti ampollosi sui fatti concreti, manipolare la realtà per creare la superiorità degli ideali conservatori e una tendenza verso le giornaliste sessualmente attraenti. Roger allontana diversi dipendenti compreso Ian ma compensa reclutando vecchi alleati e costruendo una nuova forza di persone a lui fedeli. Nonostante molto caos, Fox News viene lanciato con successo nell'ottobre 1996 e Roger inizia a proclamare apertamente alla sua squadra che l'obiettivo è che il movimento conservatore diventi "la voce più forte".

## 2001 (Episodio 2)
Trama: Roger e la squadra sono scioccati e inorriditi dall'attacco terroristico al World Trade Center, pochi giorni dopo l'attacco Roger approfittando della sua posizione e dell'appoggio dell'amministrazione di Bush per spingere l'esercito Americano a combattere Osama Bin Laden, ad alimentare tale convinzione c'e il fatto che Karl Rove Vice Presidente dell'amministrazione Bush lo informa che gli eventi del 11 settembre rappresenta un vantaggio per istigare una guerra con l'Iraq, nonostante i vari battibecchi con Lachlan Murdoch, Roger riesce nel suo intento aumentando sempre di più l'audience del suo programma, nel frattempo però L'isteria di massa e la paranoia iniziano ad attanagliare il Paese, e come se non bastasse Roger diventa paranoico e inizia a installare telecamere, assumendo la sicurezza armata per proteggerlo e alla fine trasferisce sua moglie e il suo giovane figlio fuori città e a Garrison, New York, è mentre gli Stati Uniti iniziano la loro guerra contro L'Iraq, Fox News sale al primo posto nelle classifiche dei telegiornali statunitensi

## 2008 (Episodio 3)
Trama:L'Elezioni per eggere il nuovo presidente degli Stati Uniti sono alle porte e vedono come favorito il democratico Barack Obama, ma Roger non è dello stesso avviso, Roger vede Obama come un nemico del popolo, e punta a diffamare la campagna di Obama usando qualunque mezzo a sua disposizione screditandolo senza mezze misure, nel frattempo Brain Lewis su ordine di Roger inizia a far fuori le talpe e le informazioni che potrebbero mettere a repentaglio l'azienda, durante un evento dove Rupert annuncia una nuova impresa commerciale globale, Roger mette gli occhi su Gretchen Carlson, e nel mentre continua senza sosta a diffamare Obama, la cosa non passa inosservata e l'amministrazione Obama chiede un incontro con Roger, ma dopo una lunga attesa Obama si rifiuta di incontrarlo, usando Rupert come mezzo per trasmettere il loro disgusto nei confronti della campagna fortemente discriminatoria della Fox e di Fox News, Rupert fa intendere a Roger di aver rassicurato Obama che non ci saranno altri video discriminatori nei suoi confronti e nella sua campagna e che verranno trattati alla pari, la cosa non piace a Roger andandosene infuriato, come se non bastasse la relazione a lungo termine di Roger con Laurie Luhn diventa ancora più tossica, poiché inizia a esercitare un ulteriore controllo, costringendola a svolgere attività sessuali per le telecamere nella loro stanza d'albergo. Laurie tenta di fuggire dal suo lavoro alla Fox per sfuggire a Roger, ma scopre che i suoi telefoni sono stati intercettati e che è sotto costante sorveglianza, Roger acquista il giornale locale della contea di Garrison e lo regala a sua moglie Beth in modo che possa essere utilizzato come strumento per le opinioni conservatrici. Il rapporto tra Rupert e Roger continua a inclinarsi a causa della paranoia e dell'ossessione di Roger e dell'elezione di Obama con che minaccia di andarsene a meno che non abbia il pieno controllo del Network, Rupert decide dopo la loro discussione li da il pieno, qualche giorno dopo Roger e la sua famiglia vanno in Ohio dove durante un evento a favore dei "veri americani" Roger promette di rendere l'America di nuovo grande

## 2009 (Episodio 4)
Trama: Joe Lindsley, un giornalista di 25 anni, viene selezionato da Roger per aiutare a gestire il giornale Garrison a causa delle forti inclinazioni conservatrici di Joe, Roger espone il suo obiettivo di ricostruire l'America da zero sulla scia della presidenza di Obama, utilizzando Garrison come base operativa, Beth e Roger iniziano a curare Joe e manipolano il suo lavoro per attaccare personalmente i loro nemici, ben presto la cittadina si ritroverà divisa sul "piede di guerra" alimentata delle dure e taglienti parole di Roger contro l'amministrazione della città, nel frattempo Laurie cerca di porre fine alla sua relazione con Roger, ma lui le permetterà di andarsene solo se un'altra donna viene selezionata da Laurie per sostituirla, approfittando della sua posizione Roger continua imperterrito la sua campagna discriminatoria contro la presidenza Obama, la cosa non passa certo inosservato e la goccia che fa traboccare il vaso arriva quando un giornalista di Fox News sotto richiesta dello stesso Roger accusa Obama di razzismo e corruzione portando Fox News a subire non poche critiche dalla Casa Bianca e non solo, nel frattempo Laurie inizia a selezionare giovani donne da presentare a Roger per scopi sessuali, mentre in privato inizia a soffrire di un crollo mentale e Gretchen si sente sempre più come se fosse soggetta a molestie sessuali sia in onda che fuori, Joe diventa gradualmente a disagio quando sperimenta in prima persona la volontà di Roger di manipolare notizie inventate a beneficio del movimento conservatore. Roger si scrolla di dosso questo affermando: "La storia è scritta dai vincitori e noi stiamo vincendo"

## 2012 (Episodio 5)
Trama:In vista delle elezioni presidenziali del 2012, il rapporto professionale di Gretchen con Roger si deteriora rapidamente, Roger rimane frustrato dal fatto che lei non abbia alcun interesse per lui sessualmente e lavora per ostacolare le sue prospettive di lavoro con reti esterne facendola passare come una poca di buono, alla fine le offre uno spettacolo tutto suo, ma le dà uno spazio pomeridiano con un bassissimo audience, nel frattempo Joe è turbato quando tutto il suo staff del giornale si dimette probabilmente stufo per la dura posizione che preso il giornale ed è ulteriormente turbato quando Beth gli mostra con calma il rifugio antiatomico della famiglia Ailes con quest'ultima che come il marito pensa che qualcuno di pazzo e pericoloso voglia farli fuori per via del fatto che lui è molto potente, durante una cena tra Joe, sua Sorella, Roger è il resto della famiglia, Roger non si fa troppi scrupoli nell'accusare Obama di esser un individuo pericoloso che porterà a uno stato di polizia nazista che manderà in rovina il paese ecc...è come se non bastasse non si fa scrupoli ad umiliare la sorella di Joe e invita quest'ultimo a troncare i rapporti con lei per via delle sue "idee", Joe dopo una lunga quanto difficile decisione decide di prendersi una pausa perché frustato dal suo lavoro e dalle idee messe in testa da Roger quest'ultimo non prende per niente bene la scelta di quest'ultimo causando una notevole discussione al telefono dove Roger arriva a paragonarsi a Dio, minacciando Joe, quest'ultimo capendo la paranoia di Roger e non solo decide di lasciare definitivamente il giornale, facendo infuriare molto Roger come se non bastasse tutto questo avviene la sera delle Elezioni dove Obama si riconferma come presidente facendo ancor più infuriare Roger, la storia slitta di un anno siamo nel 2013, mentre Roger sta cercando di convincere Donald Trump a candidarsi per le prossime elezioni, Brian se la deve vedere con Gabriel Sherman, un giornalista intento che scrive un libro su Fox News e su Roger, Brain cerca in tutti i modi di dissuaderlo da scrivere un libro su Roger ribadendo il potere mediatico di Roger, quest'ultimo però gli rammenta di esser pedinato, è quando Brain scopre che un piano inutilizzato alla Fox sta conducendo un'elaborata campagna diffamatoria contro il libro di Gabriel, porta Brain a confrontasi duramente con Roger,accusandolo non solo di aver messo in dubbio la sua lealtà nei suoi confronti ma anche la sua salute mentale sta crollando completamente, in seguito Brain viene licenziato con quest'ultimo che è pronto a smascherare la vera natura di Roger e tutte le sue "bravate" ma quest'ultimo Roger ricatta Brian per fargli firmare un accordo di non divulgazione con un grande somma di denaro è Brain si trova costretto a firmarla, ed andarsene dalla Fox, ma non è il solo anche Laurie è costretta a firmare un accordo di non divulgazione e gli viene dato un accordo in contanti, Il libro di Gabriel viene pubblicato nel 2014, ma viene ignorato da Roger e dai suoi alleati, nel frattempo 
Gretchen si confronta con Roger sui suoi abusi, molestie e umiliazioni nei suoi confronti e Roger a sua volta la accusa di essere sleale e ingrata. Gretchen esprime sottomissione, ma in privato inizia a registrare l'audio delle molestie sessuali di Roger.

## 2015 (Episodio 6)
Trama:Lachlan e James Murdoch assumono il controllo su News Corporation, lasciando Roger fuori dal giro e costretto a rispondere a loro. Nonostante gli sia stato ordinato di non concentrare i media su un candidato repubblicano alle elezioni, Roger si coordina segretamente con Donald Trump dandoli man forte dopo la candidatura di quest'ultimo, purtroppo però durante il primo dibattito elettorale delle primarie del Partito Repubblicano, Trump abusa verbalmente di Megyn Kelly, questo porterà a un duro confronto tra Rupert e Roger, nel frattempo Gretchen costruisce un caso di molestie sessuali a lungo termine contro Roger. Incontrando degli avvocati, Gretchen scopre che i termini del suo impiego rendono impossibile citare in giudizio Fox, ma una scappatoia legale le consente di citare in giudizio personalmente Roger. poco tempo dopo Trump ottiene la nomina presidenziale repubblicana, è Roger decide di non rinnovare il contratto a Gretchen licenziandola in tronco, dando modo a quest'ultima di mettere in atto le sue accuse contro Roger

## 2016 (Episodio 7)
Trama: Il team legale di Fox e di Roger cerca di minimizzare le accuse di Gretchen con Lachlan Murdoch che dà la priorità all'azienda e non a Roger, nel frattempo Gretchen scopre che anche molte donne hanno subito abusi sessuali, cominciano a coordinarsi La paranoia di Roger cresce, credendo che la causa di Gretchen faccia parte di una vasta cospirazione contro di lui. Lachlan apre un'indagine su Roger, scoprendo che le donne che lavorano alla Fox sono state costrette al silenzio attraverso accordi di riservatezza e sorveglianza quasi costante. Roger inizia a perdere il controllo mentre alcuni parlano apertamente dei loro abusi; tra loro c'è Megan Kelly, che ha rifiutato la richiesta di Beth di stare al fianco di Roger. Gretchen usa le sue registrazioni per costringere Fox a un accordo, Roger tenta di usare la base di potere che ha creato per proteggersi ma senza successo, Rupert e i suoi figli costringono così Roger a dimettersi dall'azienda, Beth ha un esaurimento e non riesce nemmeno a guardare Roger sentendosi tradita da quest'ultimo, nel frattempo Roger inizia a lavorare con Donald Trump, ma muore nel 2017 dopo aver battuto la testa a seguito di una caduta nella sua casa di Palm Beach, in Florida. Nella scena dopo i titoli di coda viene rivelato ciò che è successo dopo gli eventi appena narrati ma una cosa viene fatta intendere; alcuni restano e altri se ne vanno, ma Fox mantiene la sua posizione di potere nel panorama dei media, e il successo di tutto questo lo si deve a colui che più di tutti ci ha creduto a questa emittente, Roger Alies, che ha reso Fox News come "La Voce Più Forte".

## Personaggi e interpreti

### Principali
- Roger Ailes, interpretato da Russell Crowe, doppiato da Luca Ward.
Presidente e CEO di Fox News.
- Brian Lewis, interpretato da Seth MacFarlane, doppiato da Francesco Pezzulli.
Responsabile di pubbliche relazioni di Fox News.
- Beth Tilson Ailes, interpretata da Sienna Miller, doppiata da Selvaggia Quattrini.
Moglie di Roger Ailes, ex dirigente televisiva, è proprietaria di un quotidiano nello stato di New York.
- Rupert Murdoch, interpretato da Simon McBurney, doppiato da Ennio Coltorti.
Magnate dei media e proprietario di News Corporation.
- Laurie Luhn, interpretata da Annabelle Wallis, doppiata da Domitilla D'Amico.
Giornalista di Fox News che accusa Roger Ailes di molestie.
- Judy Laterza, interpretata da Aleksa Palladino, doppiata da Beatrice Caggiula.
Assistente di Alies.
- Gretchen Carlson, interpretata da Naomi Watts, doppiata da Barbara De Bortoli.
Anchorwoman di Fox News che accusa Ailes di molestie.

### Secondari
- Bill Shine, interpretato da Josh Stamberg, doppiato da Dario Oppido.
- John Moody, interpretato da Mackenzie Astin, doppiato da Francesco Prando.
- Lachlan Murdoch, interpretato da Barry Watson, doppiato da Massimo Triggiani.
- Chet Collier, interpretato da Guy Boyd, doppiato da Carlo Valli.
- Casey Close, interpretato da Josh Charles, doppiato da Lorenzo Scattorin.
- Joe Lindsley, interpretato da Emory Cohen, doppiato da Federico Zanandrea.
- Sean Hannity, interpretato da Patch Darragh, doppiato da Luigi Ferraro.
- Suzanne Scott, interpretata da Lucy Owen, doppiata da Chiara Francese.
- Steve Doocy, interpretato da David Whalen.
- Glenn Beck, interpretato da Josh McDermitt.
- James Murdoch, interpretato da Josh Helman.
- Irena Briganti, interpretata da Jenna Leigh Green.

## Riconoscimenti
- 2020 - Golden Globe
  - Miglior attore in una mini-serie o film per la televisione a Russell Crowe
  - Candidatura per la miglior mini-serie o film per la televisione
- 2020 - Satellite Awards
  - Candidatura per il miglior attore in una miniserie o film per la televisione a Russell Crowe
  - Candidatura per la miglior attrice non protagonista in una serie, miniserie o film per la televisione a Naomi Watts
- 2020 - Screen Actors Guild Awards
  - Candidatura per il migliore attore in un film televisivo o mini-serie a Russell Crowe